# Dan + Shay
Dan + Shay é um duo norte-americano de música country composto por Dan Smyers e Shay Mooney.

## Membros

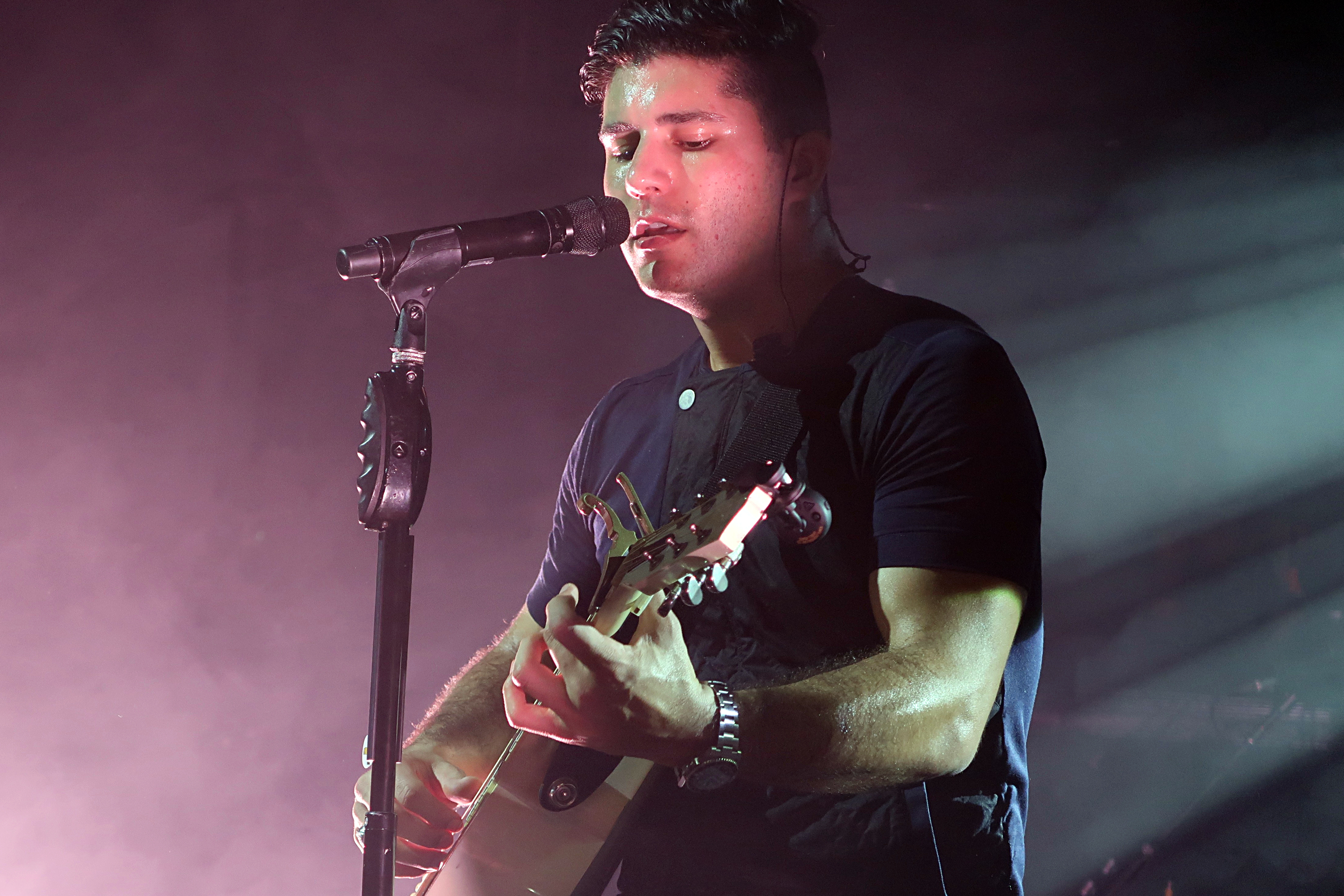
Dan Smyers
Daniel Smyers (nascido em 16 de agosto de 1987 (32 anos) foi criado em Wexford, Pensilvânia, onde cursou a North Allegheny Senior High School. Ele frequentou a Universidade Carnegie Mellon para estudar finanças e jogar futebol.  Smyers está em um relacionamento com Abby Law há muitos anos. Smyers e Law ficaram noivos em 2016. Abby fez uma participação especial em um vídeo da letra de Dan + Shay para a música "Nothin 'Like You". Dan e Abby se casaram em 13 de maio de 2017. Eles têm quatro cães de resgate chamados Chief, Joy, Ghost e Mac (Macarrão).

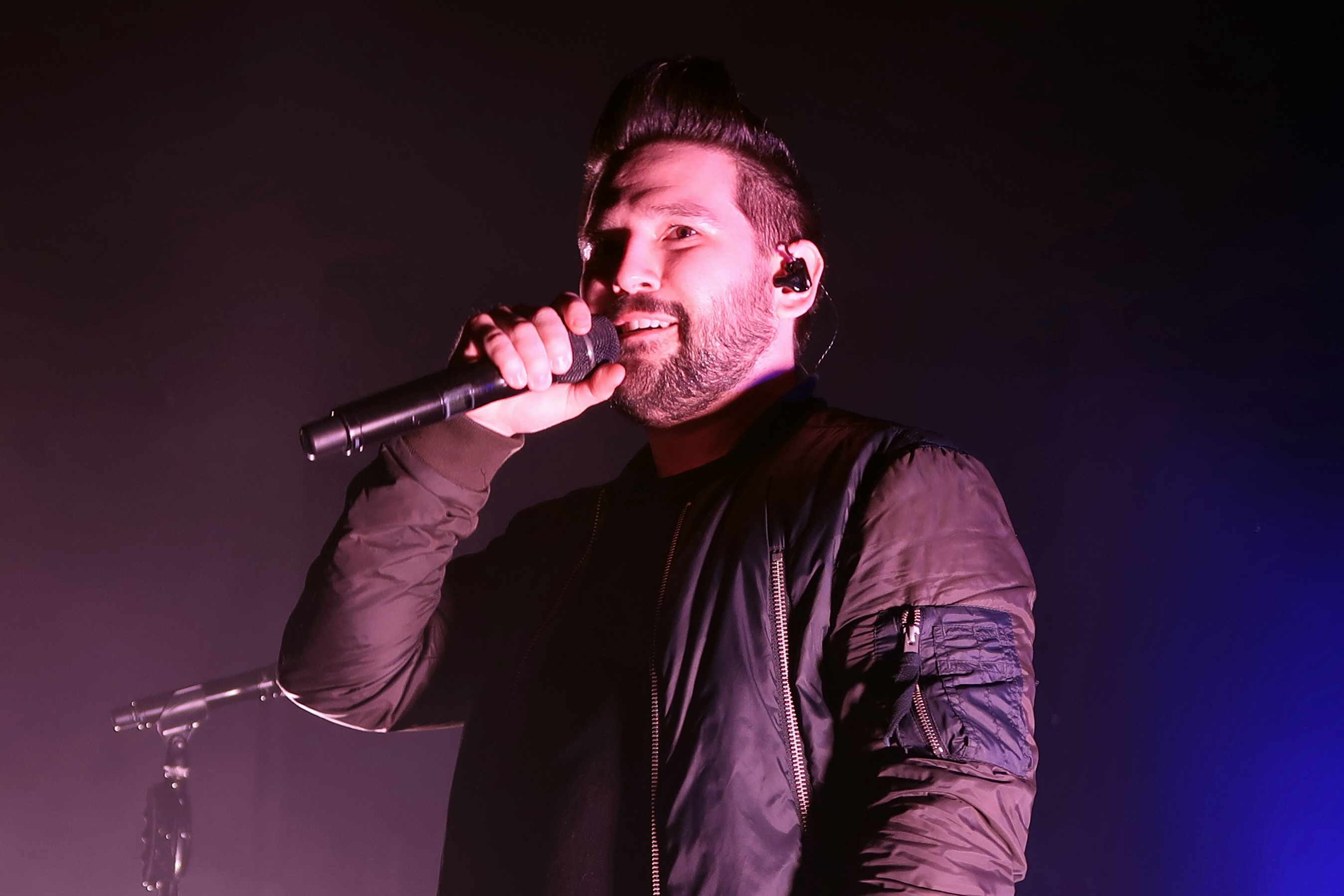
Shay Mooney
James Shay Mooney (nascido em 27 de dezembro de 1991 (27 anos) foi criado em Natural Dam, Arkansas, e frequentou a Union Christian Academy (Fort Smith, Arkansas) e a Van Buren High School (Van Buren, Arkansas). Após o colegial, ele estudou no Valley Forge Christian College por um ano antes de seguir completamente sua carreira musical.  Em 8 de outubro de 2016, Mooney anunciou no Instagram que ele e sua noiva Hannah Billingsley estavam esperando um bebê juntos. Em 24 de janeiro de 2017, Billingsley deu à luz seu filho, Asher James Mooney. Mooney e Billingsley se casaram em 20 de outubro de 2017, no Arkansas. 

## Discografia
Álbuns de estúdio
- 2014 : Where It All Began
- 2016 : Obsessed
- 2018 : Dan + Shay